# Koneksja Levi-Civity
Koneksja (spójność, połączenie) Levi-Civity – metoda obliczania przesunięcia równoległego wektorów i tensorów zdefiniowana na wiązce stycznej rozmaitości, która zachowuje metrykę (tzn. i jest pozbawiona torsji (skręcenia)), podana przez Levi-Civitę.
Podstawowe twierdzenie geometrii Riemanna stwierdza, że dla każdej rozmaitości riemannowskiej i pseudoriemannowskiej istnieje unikatowe połączenie o takich właściwościach.
Pojęcie połączenia Levi-Civity łączy się ściśle z pojęciem pochodnej kowariantnej na rozmaitości. Składowe tego połączenia w odniesieniu do lokalnego układu współrzędnych nazywane są symbolami Christoffela.

## Definicja formalna
Załóżmy, że {\displaystyle (M,g)} jest rozmaitością riemannowską. Połączenie afiniczne {\displaystyle \nabla } jest nazywane połączeniem Levi-Civity, gdy:
1. zachowuje metrykę, tzn. pochodna kowariantna tensora metrycznego jest równa zeru:
{\displaystyle \nabla g=0.}
Równoważnie, gdy zachodzi równość {\displaystyle X(g(Y,Z))=g(\nabla _{X}Y,Z)+g(Y,\nabla _{X}Z)} dla dowolnych stycznych pól wektorowych {\displaystyle X,Y,Z.}
2. nie ma skręcenia, tj. dla dowolnych stycznych pól wektorowych {\displaystyle X,Y} mamy
{\displaystyle \nabla _{X}Y-\nabla _{Y}X=[X,Y],}
gdzie {\displaystyle [X,Y]} to nawias Liego pól wektorowych {\displaystyle X} oraz {\displaystyle Y.}
Warunek 1 jest nazywany kompatybilnością z metryką, a warunek 2 nazywany jest symetrią.

## Motywacja
Jako pierwszy przykład rozważmy przestrzeń euklidesową {\displaystyle \mathbb {R} ^{n}} z bazą standardową {\displaystyle e_{1},\dots ,e_{n}} i standardową metryką {\displaystyle g(e_{i},e_{j})=\delta _{ij},} w której baza standardowa jest ortonormalna. Dla dwóch pól stycznych {\displaystyle X=\sum _{i}X^{i}e_{i},} {\displaystyle Y=\sum _{j}Y^{j}e_{j}} określamy standardowe połączenie euklidesowe wzorem:
{\displaystyle {\overline {\nabla }}_{X}Y:=\sum _{i,j}X^{i}\partial _{i}Y^{j}e_{j}.}
Łatwo sprawdzić bezpośrednio, że określone powyżej przekształcenie {\displaystyle {\overline {\nabla }}} jest połączeniem afinicznym oraz spełnia warunki 1 i 2 na połączenie Levi-Civity.
W drugiej kolejności rozważmy gładką podrozmaitość {\displaystyle {\mathcal {M}}\subseteq \mathbb {R} ^{n}} z metryką dziedziczoną z otaczającej przestrzeni {\displaystyle \mathbb {R} ^{n}.} Połączenie afiniczne na {\displaystyle {\mathcal {M}}} można łatwo określić, korzystając z {\displaystyle {\overline {\nabla }}} – dla pól stycznych {\displaystyle X,Y} na {\displaystyle {\mathcal {M}}} możemy mianowicie dobrać dowolne przedłużenia do pól stycznych na {\displaystyle \mathbb {R} ^{n}} i zadać
{\displaystyle \nabla _{X}Y:=\pi ^{\top }({\overline {\nabla }}_{X}Y),}
gdzie {\displaystyle \pi _{p}^{\top }\colon T_{p}\mathbb {R} ^{n}\to T_{p}{\mathcal {M}}} jest rzutem ortogonalnym na przestrzeń styczną do {\displaystyle {\mathcal {M}}.} Łatwo się przekonać, że określenie {\displaystyle \nabla _{X}Y} nie zależy od dokonanego wyboru przedłużeń. Nietrudno też sprawdzić, że jest to połączenie Levi-Civity.
Korzystając z twierdzenia Nasha o zanurzeniu izometrycznym, powyższą konstrukcję można wykorzystać do zadania połączenia Levi-Civity na dowolnej rozmaitości riemannowskiej, bez formułowania aksjomatów 1 i 2. Pozostaje jednak problem jednoznaczności (należy wykluczyć sytuację, gdy dwa zanurzenia izometryczne dają różne koneksje) i problem praktycznego opisu koneksji Levi-Civity. Dlatego istnienie i jednoznaczność łatwiej uzyskać na podstawie opisu aksjomatycznego, co opisuje następna sekcja.

## Istnienie i jednoznaczność
Załóżmy teraz, że {\displaystyle (M,g)} jest rozmaitością riemannowską. Sprawdzimy najpierw, że istnieje najwyżej jedno połączenie Levi-Civity.
Rozważmy trzy pola styczne {\displaystyle X,Y,Z.} Z warunku 1 oraz własności symetrii tensora metrycznego {\displaystyle g} otrzymuje się
{\displaystyle {\begin{aligned}X(g(Y,Z))+Y(g(Z,X))-Z(g(Y,X))&=g(\nabla _{X}Y+\nabla _{Y}X,Z)+g(\nabla _{X}Z-\nabla _{Z}X,Y)+g(\nabla _{Y}Z-\nabla _{Z}Y,X)\\&=2g(\nabla _{X}Y,Z)-g(\nabla _{X}Y-\nabla _{Y}X,Z)+g(\nabla _{X}Z-\nabla _{Z}X,Y)+g(\nabla _{Y}Z-\nabla _{Z}Y,X)\end{aligned}}}
Na mocy warunku 2 prawa strona równania jest równa
{\displaystyle 2g(\nabla _{X}Y,Z)-g([X,Y],Z)+g([X,Z],Y)+g([Y,Z],X),}
więc
{\displaystyle g(\nabla _{X}Y,Z)={\frac {1}{2}}{\big (}X(g(Y,Z))+Y(g(Z,X))}{\displaystyle -Z(g(X,Y))+g([X,Y],Z)-g([Y,Z],X)-g([X,Z],Y){\big )}.}
Iloczyn skalarny {\displaystyle \nabla _{X}Y} z {\displaystyle Z} jest więc jednoznacznie wyznaczony w terminach samej metryki. Ponieważ pole {\displaystyle Z} można wybrać dowolnie, powyższa równość determinuje pole {\displaystyle \nabla _{X}Y.}
Istnienie połączenia Levi-Civity również wynika z powyższych rozważań. Mianowicie przyjmując ostatnią linię jako definicję {\displaystyle \nabla _{X}Y} można sprawdzić, że wyrażenie tak zdefiniowane spełnia warunki na połączenie Levi-Civity.